# Északi Korona csillagkép

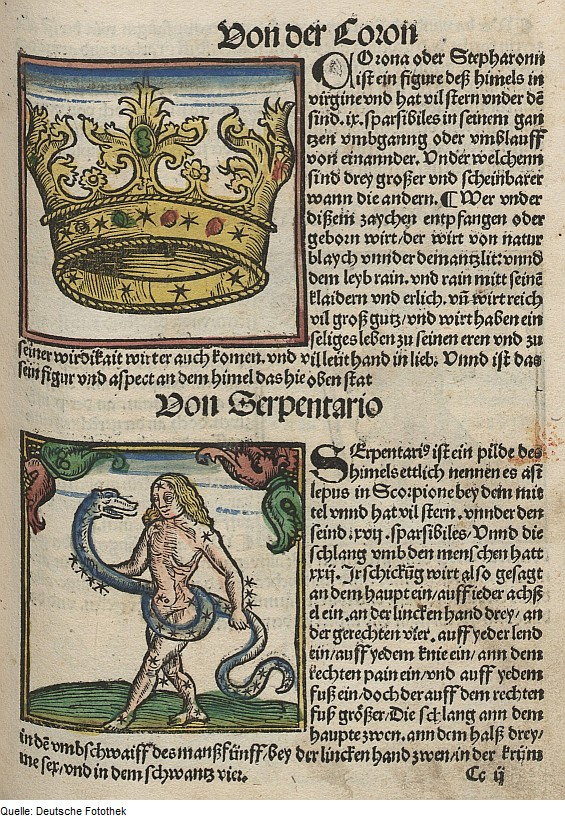
A Corona Borealis leírása Johannes Regiomontanus csillagatlaszában

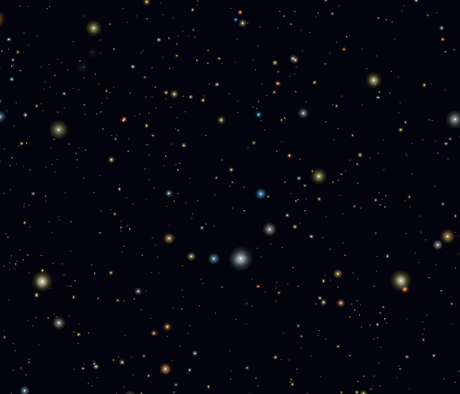
Az Északi Korona csillagkép

Az Északi Korona (latin: Corona Borealis) egy csillagkép.

## Története, mitológiája
Ariadné koronáját jelképezi, aki Dionüszosz felesége lett, miután Thészeusz úgy vált meg tőle, hogy kirakta egy lakatlan szigetre. Egy ehhez kapcsolódó változat szerint Dionüszosz (a rómaiaknál  Bacchus) koronát dobott fel az égre, hogy meggyőzze Ariadnét az isteni mivoltáról. A sájen indiánok"Camp Circle"-nek, "Kör(alakú) Tábor"-nak nevezik.
Magyar monda is megemlékezik róla: valószínűleg ez volt Mária koszorúja, amihez Szűz Mária eljegyzésének története kapcsolódik.

## Látnivalók

### Csillagok
- α Coronae Borealis – Alpheta (arab, „A csillagok törött gyűrűje”) vagy Gemma (olasz, drágakő): 2,2 magnitúdójú változócsillag, valószínűleg kísérővel,
- β Coronae Borealis – Nusakan (arab, „Két sor”): a látszólagos fényessége 3,7 magnitúdó,
- ζ Coronae Borealis: ötöd- és hatodrendű kettős, kis távcsővel már jól megfigyelhető
- ν1,2 Coronae Borealis: narancssárga színű, ötödrendű, egymástól független óriáscsillagok.
- R Coronae Borealis : hatodrendűről teljesen szabálytalan időközönként akár hetek alatt tizedrendűvé változik,
- T Coronae Borealis – Blaze Star (angol, „Tűzcsillag” vagy „Lángoló csillag”):  ez a nóva 10 fényrendűről akár 2 fényrendűre változik,

### Mélyég-objektumok
A Corona Borealis nem tartalmaz fényes mélyégobjektumokat. Az Abell 2065 egy erősen koncentrált galaxis-halmaz, több mint 400 tagja van, a legfényesebbnek 16 magnitúdó a látszólagos fényrendje.

## Fordítás
- Ez a szócikk részben vagy egészben  a    Corona Borealis című angol Wikipédia-szócikk fordításán alapul.  Az eredeti cikk szerkesztőit annak laptörténete sorolja fel. Ez a jelzés csupán a megfogalmazás eredetét és a szerzői jogokat jelzi, nem szolgál a cikkben szereplő információk forrásmegjelöléseként.